# Wimmersbüll
Wimmersbüll (Vimmersbøl) ist ein westlich gelegener Ortsteil der Gemeinde Süderlügum, Kreis Nordfriesland. Die ehemalige Gemeinde wurde am 28. Februar 1970 aufgelöst. Zur Infrastruktur zählt ein großer Sportplatz. Am Ort befand sich einer der Ausweichsitze der Landesregierung Schleswig-Holstein.